# Palaeorhynchus glarisianus
Palaeorhynchus glarisianus è la specie di pesce fossile più nota appartenente al genere Palaeorhynchus.

## Distribuzione geografica
Svizzera e Francia.